# Winthrop (entreprise)
Pour les articles homonymes, voir Winthrop.
Winthrop était un laboratoire pharmaceutique jusqu'en 2012, spécialisé dans les médicaments génériques.
C'était une filiale du laboratoire français Sanofi, depuis 1994 et l'acquisition de Sterling Winthrop à Eastman Kodak. 
Le chiffre d'affaires de Winthrop en 2008 est de 349 millions d'euros.